# Argiope blanda
Argiope blanda es una especie de araña tejedora de orbe del género Argiope, de la familia Araneidae, orden Araneae. Fue descrita por O. Pickard-Cambridge en 1898.
Se distribuye por América: desde los Estados Unidos hasta Costa Rica. Fue publicada en Arachnida. Araneida. In: Biologia Centrali-Americana, Zoology. London 1: 233-288, Pl. 29-, 39.